# Maurice Level
Maurice Level (Vendôme, 29 agosto 1875 – Rueil, 15 aprile 1926) è stato un romanziere francese.

## Opere principali
- L'Épouvante (1908)
- Les Portes de l'Enfer (1910)
- Les Oiseaux de nuit (1913)
- L'Alouette (1918)
- Mado (1919)
- Le Manteau d'arlequin (1919)
- L'Ombre (1921)
- Le Crime (1921)